# Selvarajan Dasan
Selvarajan Dasan (* 27. Januar 1962 in Valiyavila, Kerala) ist ein indischer Geistlicher und römisch-katholischer Koadjutorbischof von Neyyattinkara.

## Leben
Selvarajan Dasan studierte Philosophie und Theologie am Päpstlichen Priesterseminar in Alwaye und empfing am 23. Dezember 1987 das Sakrament der Priesterweihe für das Erzbistum Trivandrum.
Nach der Priesterweihe war er bis 1995 in der Pfarrseelsorge tätig und von 1991 bis 1995 zudem Diözesandirektor für die Katechese. Nach weiterführenden Studien an der Université catholique de Louvain erwarb er zunächst das Lizenziat und wurde anschließend im Fach Kanonisches Recht promoviert. Von 2001 bis 2003 war er in seinem Heimatbistum Ehebandverteidiger und Diözesandirektor für die Seelsorge, außerdem von 2001 bis 2011 Ehebandverteidiger am Diözesangericht des im 1996 errichteten Bistums Neyyattinkara, in dessen Klerus er inkardiniert worden war. Von 2001 bis 2008 war er zudem Pfarrer und Schulleiter in Maranelloor. Ab 2007 gehörte er dem Konsultorenkollegium und dem Diözesanwirtschaftsrat an. Von 2008 bis 2014 war er Kanzler der Diözesankurie und Dompfarrer der Kathedrale. Anschließend war er bis 2019 Pfarrer der Herz-Jesu-Pfarrei und Leiter des Logos Pastoral Centre. Seither war Pfarrer der St-Francis-Xavier-Pfarrei in Thirupuram. Bereits ab 2011 war er Offizial des Bistums Neyyattinkara.
Papst Franziskus ernannte ihn am 8. Februar 2025 zum Koadjutorbischof von Neyyattinkara. Der Bischof von Neyyattinkara, Vincent Samuel, spendete ihm am 25. März desselben Jahres im Gemeindestadion von Neyyattinkara die Bischofsweihe. Mitkonsekratoren waren der Erzbischof von Trivandrum, Thomas Jessayyan Netto, und der Bischof von Punalur, Selvister Ponnumuthan.